# Аведон, Лорен
Лорен Рэйнс Аведон (англ. Loren Rains Avedon; род. 30 июля 1962, Лос-Анджелес, Калифорния, США) — американский актёр и мастер боевых искусств. За свою карьеру снялся более чем в двадцати фильмах, преимущественно играя главные роли в боевиках категории Б.

## Биография
Лорен Рэйнс Аведон родился в Лос-Анджелесе в семье отца-лётчика и матери-режиссёра телевизионной рекламы. Его дядя Ричард Аведон был известным фотографом.
Впервые появился перед телекамерами в возрасте пяти лет, когда снялся в телевизионной рекламе молока «Carnation». В 1980 году окончил среднюю школу в Беверли-Хиллз. Посещал школу боевых искусств Jun Chong Tae Kwon DO Studio в Лос-Анджелесе, получил черный пояс пятой степени по тхэквондо и седьмой дан по хапкидо. В этот же период подрабатывал фотомоделью.
Дебютировал как актёр в 1984 году. Практические первые же фильмы с участием Аведона сделали его звездой — это были боевики «Не отступать и не сдаваться 2: Штормовое предупреждение» (снятый в Таиланде), его сиквел «Братья по крови» и «Король кикбоксеров». Несмотря на успех фильмов в видеопрокате и популярности у зрителей, Лорен Аведон не смог в дальнейшем выстроить карьеру как его современники Жан-Клод Ван Дамм или Чак Норрис, и впоследствии снимался в основном в низкобюджетных фильмах о восточных единоборствах. В 1990-х годах снимался в приключенческих боевиках, зачастую играя роль главного героя; более месяца он провёл в Бейруте на съёмках фильма «Операция „Золотой Феникс“», затем снялся в «Смертельном выкупе», в котором также выступил продюсером и автором сюжета. Аведон также написал несколько полноценных сценариев, однако не снискал успеха в качестве сценариста.
В 2000-х годах Лорен Аведон перестал сниматься в кино, всё чаще появляясь на телевидении в эпизодических ролях в сериалах.
В своих интервью актёр негативно отзывался о своих коллегах по цеху: так, например, Ван Дамма он назвал придурком, который избивает свою жену, удивился почему Далай-лама сделал Стивена Сигала буддистским учителем, а также заявил что не уважает Джеки Чана.

## Фильмография
| Год       |   | Русское название                                        | Оригинальное название                      | Роль                      |
| --------- | - | ------------------------------------------------------- | ------------------------------------------ | ------------------------- |
| 1985      | ф | Территория ниндзя                                       | Ninja Turf                                 | парень из банды Чена      |
| 1987      | ф | Не отступать и не сдаваться 2: Штормовое предупреждение | No Retreat, No Surrender 2: Raging Thunder | Скотт Уайлд               |
| 1990      | ф | Не отступать и не сдаваться 3: Братья по крови          | No Retreat, No Surrender 3: Blood Brothers | Уилл Александер           |
| 1990      | ф | Король кикбоксеров                                      | The King of the Kickboxers                 | Джейк Донахью             |
| 1992—1993 | с | Спасатели Малибу                                        | Baywatch                                   | террорист / Майкл Бренсон |
| 1994      | с | Гром в раю                                              | Thunder in Paradise                        | Рок                       |
| 1994      | ф | Операция «Золотой феникс»                               | Operation Golden Phoenix                   | Айвен Джонс               |
| 1995      | ф | Беглецы компьютерных сетей                              | Virtual Combat / Grid Runners              | Парнесс                   |
| 1998      | ф | Смертельный выкуп                                       | Deadly Ransom                              | Макс Лайтнер              |
| 2000      | ф | Погоня в Манхеттене                                     | Manhattan Chase                            | Джейсон Рид               |
| 2002      | ф | Вихрь                                                   | The Circuit                                | детектив Сайкс            |
| 2004      | с | Шпионки                                                 | She Spies                                  | Деннис Уиггинс            |
| 2008      | с | Чак                                                     | Chuck                                      | русский охранник          |